# Juan Carlos Aparicio
Juan Carlos Aparicio Pérez (ur. 20 kwietnia 1955 w Burgos) – hiszpański polityk i samorządowiec, parlamentarzysta, w latach 2000–2002 minister pracy i spraw społecznych.

## Życiorys
W 1977 ukończył studia chemiczne na Universidad de Valladolid. Zaangażował się w działalność polityczną w ramach Partii Liberalnej, był członkiem władz wykonawczych tego ugrupowania, w 1989 współtworzył wraz z nim Partię Ludową. W 1983 został posłem do kortezów Kastylii i Leónu, a w 1989 pełnił funkcję zastępcy prezydenta tej wspólnoty autonomicznej.
W 1986 po raz pierwszy wybrany do Kongresu Deputowanych, reelekcję uzyskiwał w wyborach w 1989, 1993, 1996 i 2000. W 1996 powołany na sekretarza stanu do spraw ochrony socjalnej. W styczniu 2000 objął urząd ministra pracy i spraw społecznych w pierwszym rządzie José Maríi Aznara. Pozostał na nim również w utworzonym w kwietniu tegoż roku drugim gabinecie dotychczasowego premiera. Zdymisjonowano go w lipcu 2002 w trakcie rekonstrukcji rządu.
W latach 2003–2011 zajmował stanowisko alkada Burgos. Od 2004 do 2008 wchodził w skład hiszpańskiego Senatu. W 2008 i 2011 ponownie wybierany na posła do niższej izby Kortezów Generalnych. W 2013 złożył mandat deputowanego w związku z powołaniem w skład rady dyrektorów koncernu technologicznego Indra Sistemas jako przedstawiciel Sociedad Estatal de Participaciones Industriales.
Odznaczony m.in. Krzyżem Wielkim Orderu Karola III oraz Krzyżem Wielkim Orderu Izabeli Katolickiej.